# Magic M800
Magic M800 — имиджевый смартфон украинской компании MAGIC mobile. Отличительной особенностью смартфона является наличие физической клавиатуры и сенсорного дисплея, а также поддержка работы с двумя SIM-картами.

## Описание

### Корпус и дизайн
Magic M800 выполнен в классическом формфакторе с использованием пластика и крупных металлических вставок. На металлической крышке аккумуляторного отсека имеется небольшой шероховатый узор, препятствующий скольжению. Правая грань устройства оснащена кнопками регулировки громкости и кнопкой активации фотокамеры, а также пеналом для выдвижной антенны ТВ-тюнера. На левой грани Magic M800 размещён порт USB. На верхнем торце есть 3,5-мм разъем для проводной гарнитуры и кнопка питания. Нижняя панель оснащена разъёмом под зарядку (2 мм), отсеком для стилуса и ушком для крепления ремешка.

### Экран
Управление смартфоном можно производить как при помощи алфавитно-цифровой клавиатуры, так и при помощи сенсорного резистивного дисплея диагональю 3 дюйма и разрешением 240×320 пикселей. Он способен отображать 262 144 оттенка. Взаимодействие с экраном может осуществляться как пальцем, так и стилусом. Имеется функция автоповорота изображения на экране, работающая за счёт акселерометра.

### Функциональность
Смартфон поддерживает воспроизведение аудио только в формате MP3. Приложение, отвечающее за воспроизведение видеороликов, поддерживает форматы 3GP и MP4. Плеер справляется с воспроизведением видео в потоковом режиме. Существует возможность фото- и видеосъёмки: в смартфоне установлены 2 камеры (2 МП задняя и 0.3 МП фронтальная).
Поддерживаются функции радио- и телевещания. Для этой цели смартфон оснащён выдвижной антенной. Кроме того, он поддерживает технологию Bluetooth версии 2.0 с профилями SPP, DUN, FTP, A2DP и другими.
В устройстве установлен процессор MediaTek MTK6235 и 72 МБ встроенной памяти. Имеется слот для карт памяти MicroSD.

### Электропитание
В комплекте поставки предоставляется 2 аккумулятора емкостью 1200 мА·ч, модель типа BL-5F (аналог Nokia). На нижней грани размещён круглый 2-мм разъём для зарядки, аналогичный таковому в телефонах Nokia и совместимый с их зарядками.

## Возможности и характеристики
| Общие характеристики               | Общие характеристики                                              |
| ---------------------------------- | ----------------------------------------------------------------- |
| Частотный диапазон                 | GSM 850/900/1800/1900 МГц                                         |
| Количество поддерживаемых SIM-карт | 2                                                                 |
| Тип корпуса                        | Классический                                                      |
| Антенна                            | Встроенная                                                        |
| Размеры                            | 118 x 51×13 мм                                                    |
| Вес                                | 132грамм                                                          |
| Технические характеристики         |                                                                   |
| Платформа                          | ОС MTK                                                            |
| Процессор                          | 1CPU, MTK6235                                                     |
| Встроенная флеш-память             | 71,8 Мб                                                           |
| Тип карты памяти                   | MicroSD до 16Гб                                                   |
| Аудио-выход                        | 3,5 мм Mini-Jack                                                  |
| Дисплей                            | TFT, 3.0 дюйма, разрешение 320х240, резистивный                   |
| Питание                            | Li-ion 1200 mAh                                                   |
| Гидродатчик                        | есть                                                              |
| Приложения и мультимедиа           |                                                                   |
| Фотокамера                         | 2 МП, разрешение 1600х1200 пикселей + VGA-камера для видеозвонков |
| Вспышка                            | есть                                                              |
| Цифровой зум                       | есть                                                              |
| Запись видео                       | 176x144 в формате *.3gp                                           |
| Аудиоплеер                         | есть                                                              |
| FM-радио                           | есть, возможна запись по расписанию                               |
| TV-тюнер                           | есть, возможна запись передач по расписанию                       |
| Видеоплеер                         | есть                                                              |
| Java                               | есть                                                              |
| Диктофон                           | есть                                                              |
| Коммуникации                       |                                                                   |
| SMS                                | есть                                                              |
| MMS                                | есть                                                              |
| Bluetooth                          | есть, класс 2.0                                                   |
| USB                                | есть, mini-HDMI                                                   |
| GPRS                               | есть                                                              |
| EDGE                               | скорость до 474 Кб/c                                              |
| E-mail                             | есть                                                              |
| Wi-Fi                              | есть, 802.11b/g/n                                                 |